# Карло Худомаљ
Карол Худомаљ (Загорје об Сави, 18. октобар 1905 — Маутхаузен, 27. септембар 1944) био је словеначки комуниста, члан Политбироа ЦК КПЈ. Као фракционаш искључен из КПЈ 1939. Непосредно пред рат ухапшен у Француској и интерниран у концентрациони логор, где је, у току рата, умро.

## Биографија
Карло Худомаљ био је скојевски и партијски функционер, активан у Бечу и Москви.
Након завођења Шестојануарске диктатуре 1929, у јануару 1930. у руководство КПЈ примљени су Карло Худомаљ, Антун Маврак, Акиф Шеремет и Никола Ковачевић, а смењен је с функције генерални секретар Јован Малишић. Худомаљ је 30-их година радио међу југословенским исељеницима у Француској.
На Априлском пленуму ЦК КПЈ 1936. Худомаљ се заједно са Штефеком Цвијићем и Владимиром Ћопићем супротставио политици "привременог секретара КПЈ Милана Горкића. Након тога је 9. септембра исте године заједно са њима искључен из ЦК КПЈ.
Дана 2. маја 1939. године нови секретар ЦК СКЈ Јосип Броз Тито писао је делегату КПЈ при Коминтерни Прежихову Воранцу да су Карло Худомаљ и Живојин Павловић на његов предлог искључени из партије.
Током Другог светског рата био је члан покрета отпора у Аустрији. Погубљен је у логору Маутхаузен 27. септембра 1944. године.